# 11 pluviôse
11 nivôse 11 ventôse
Le primidi 11 pluviôse, officiellement dénommé jour de l'ellébore, est le 131e jour de l'année du calendrier républicain.
C'était généralement le 30e jour du mois de janvier dans le calendrier grégorien.